# 與那嶺紗希子
與那嶺 紗希子（よなみね さきこ、12月生まれ）は、元日本放送協会 (NHK) のアナウンサー。

## 来歴
沖縄県出身。沖縄県立開邦高等学校、早稲田大学卒業。早大在学中、青年海外派遣団の一員としてモロッコ王国に1か月滞在したことがある。
2005年にNHKに入局し、故郷沖縄にある沖縄放送局に配属される。

## 担当番組
- ニュース[4]
- 中継[4]
- おもろてれぐすく[1] - キャスター